# در ژرفای دوزخ (فیلم)
در ژرفای دوزخ (انگلیسی: Into the Inferno) فیلمی در ژانر مستند به کارگردانی ورنر هرتسوک است که در سال ۲۰۱۶ منتشر شد. در این اثر هرتسوک به همراه کارگردان و آتشفشان‌پژوه برجسته، کلایو اوپنهایمر به جستجوی آتشفشانهایی فعال در سرتاسر جهان می‌رود.